# حوش كرباش
حوش كرباش أو حوش كرة بش: أحد احواش المدينة المنورة القديمة، والتي ازيلت اثر توسعة الحرم النبوي ويقع في منطقة زقاق الطيار بالقرب من المناخة، وله ثلاثة أبواب يفتح إحداهما مباشرة على المناخة والآخران في بداية زقاق الطيار.